# Giovanni Dalmata
Giovanni Dalmata, né sous le nom de Ivan Duknović, appelé aussi en italien Giovanni di Traù, Giovanni Duknovich di Traù en italien, ou Ioannes Stephani Duknovich de Tragurio est un sculpteur dalmate travaillant en Italie, né à Vinišće (maintenant une partie de Marina) à 12 km de Trogir (Traù), Dalmatie, vers 1440, et mort vers 1514.
C'est un sculpteur de Trogir, en Dalmatie, et a été essentiellement actif à Rome, en Hongrie et en Dalmatie. Avec Mino da Fiesole et Andrea Bregno, il a été un des principaux sculpteurs à Rome dans la seconde moitié du XVe siècle.

## Biographie
Giovanni Dalmata est venu à Rome entre 1460 et 1465 où il a travaillé pour le pape Paul II au Palazzo di Venezia. Il a réalisé à Rome et dans les alentours le Tempietto San Giacomo Maggiore de Vicovaro, près de Tivoli, les sépultures du pape Paul II, maintenant démantelé, dans les grottes vaticanes, du cardinal Bartolomeo della Rovere à San Clemente, du cardinal Berardo Eroli dans les grottes vaticanes.
Autour de 1488-1490, Ivan Duknović s'est rendu à la Cour du roi Matthias Corvin où il est resté quelques années et où il a dirigé la réalisation de travaux presque tous détruits ou gravement endommagés (par exemple la fontaine d'Hercule à Visegrád).
Puis il est revenu à Traù (Trogir) où il a réalisé quelques œuvres, la plus importante étant la statue de saint Jean Évangéliste dans la chapelle Orsini de la cathédrale de Trogir. Il est aussi l'auteur de la sculpture de sainte Marie-Madeleine dans le monastère franciscain Saint-Antoine, près de l'île de Čiovo, et il a travaillé sur le palais Cippio de Traù avec Niccolò Fiorentino and Andrea Alessi.
Il est de nouveau à Rome vers 1503 où il travaille sur le tombeau du protonotaire papal Lomellino. En 1509, il a exécuté la sépulture du Bienheureux Girolamo Ginelli dans la cathédrale Saint-Cyriaque d'Ancône.
On trouve dans quelques documents datés de 1513 et 1514 la référence à un "Magistro Joanni lapicida" à Traù où il est probablement mort peu après.

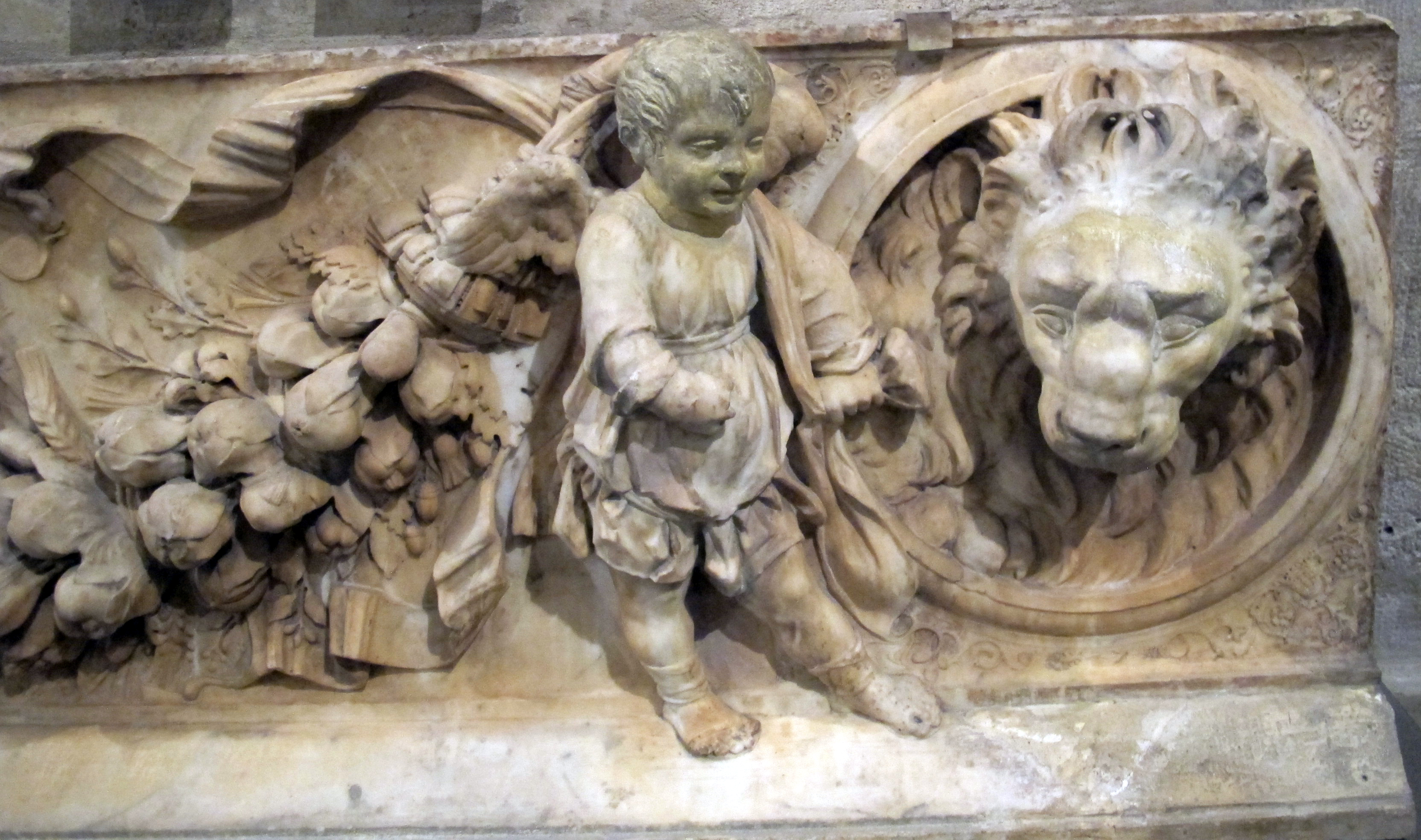
Élément décoratif du Tombeau du pape Paul II Musée du Louvre
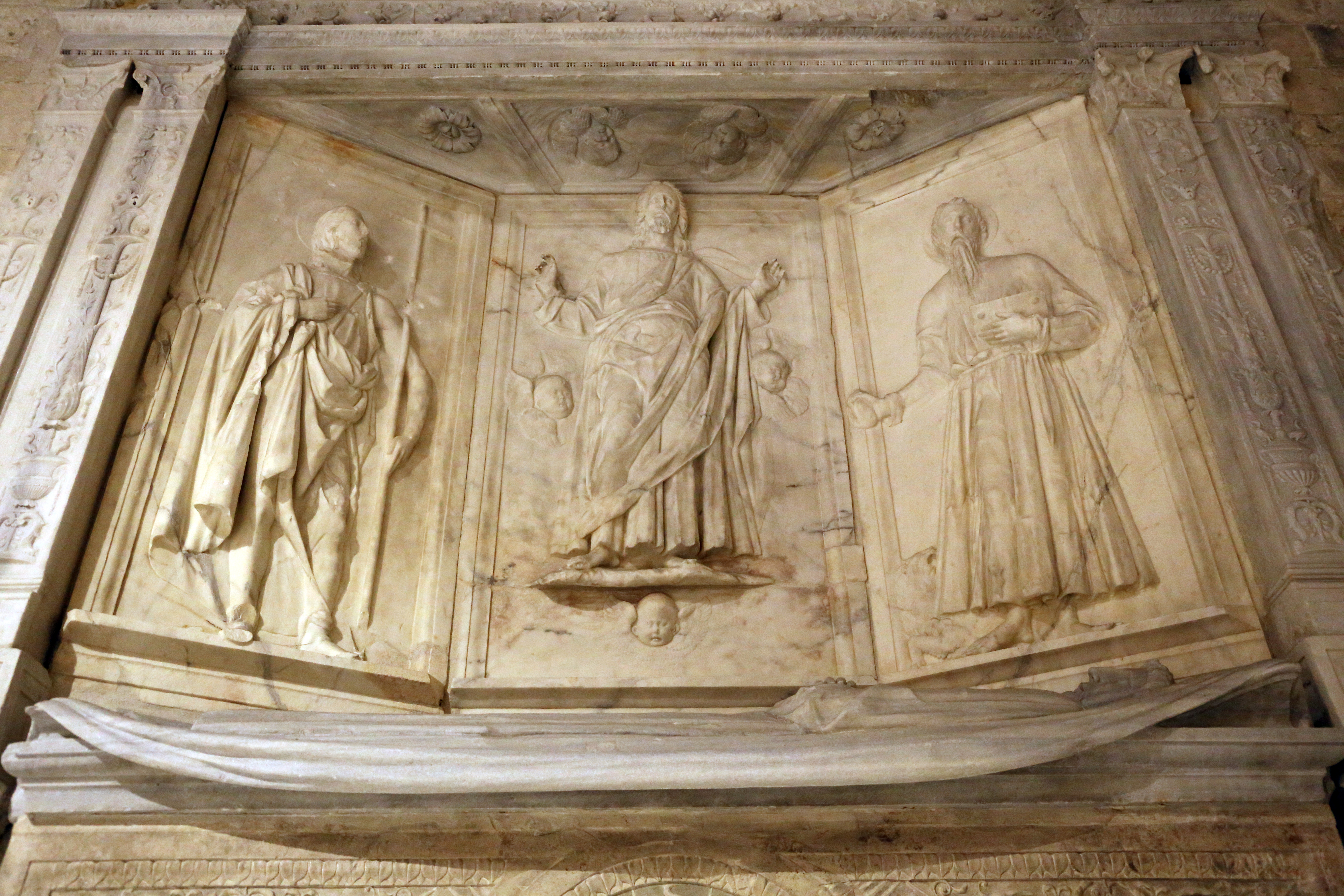
1509 Ancône
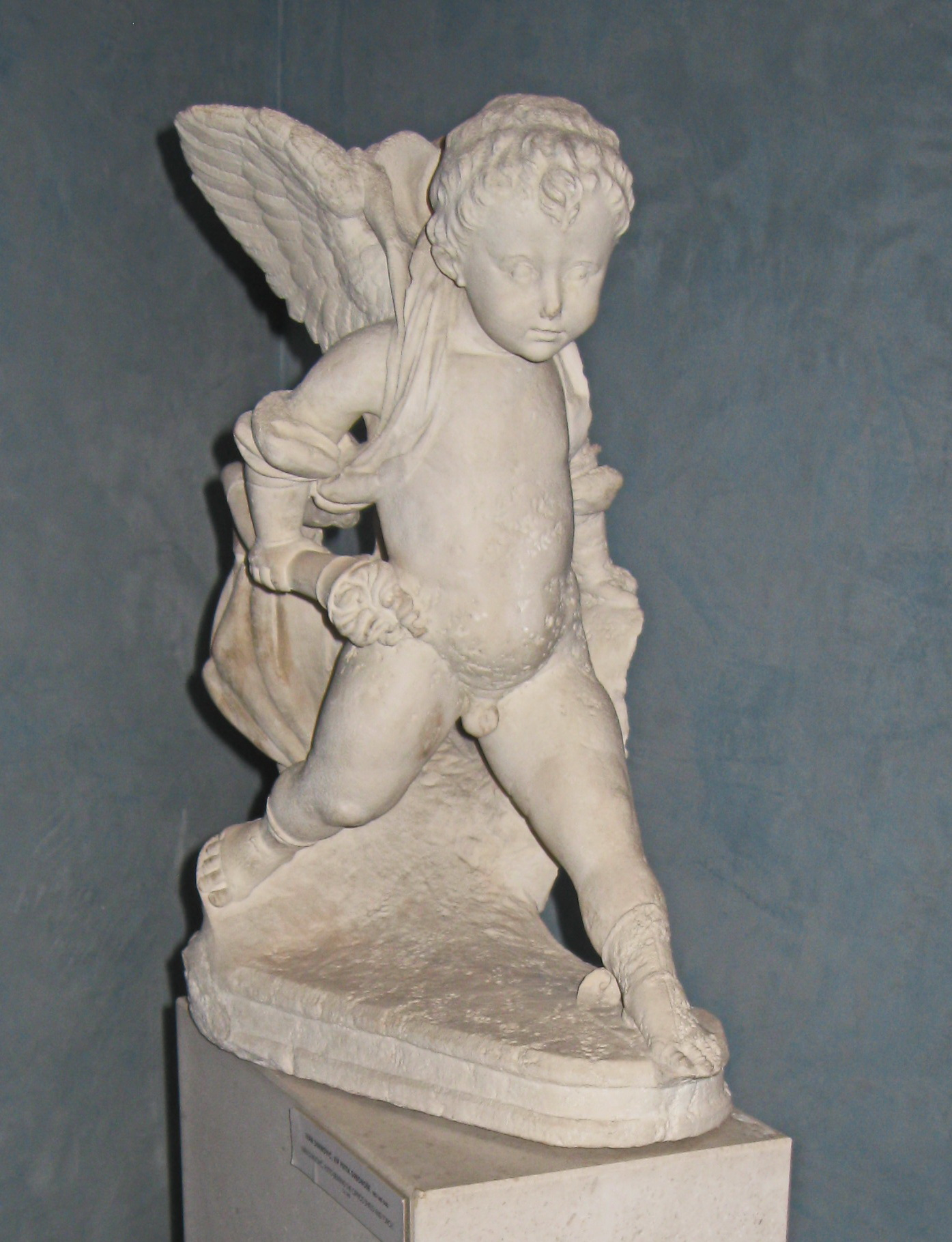
1480 Trogir Croatie
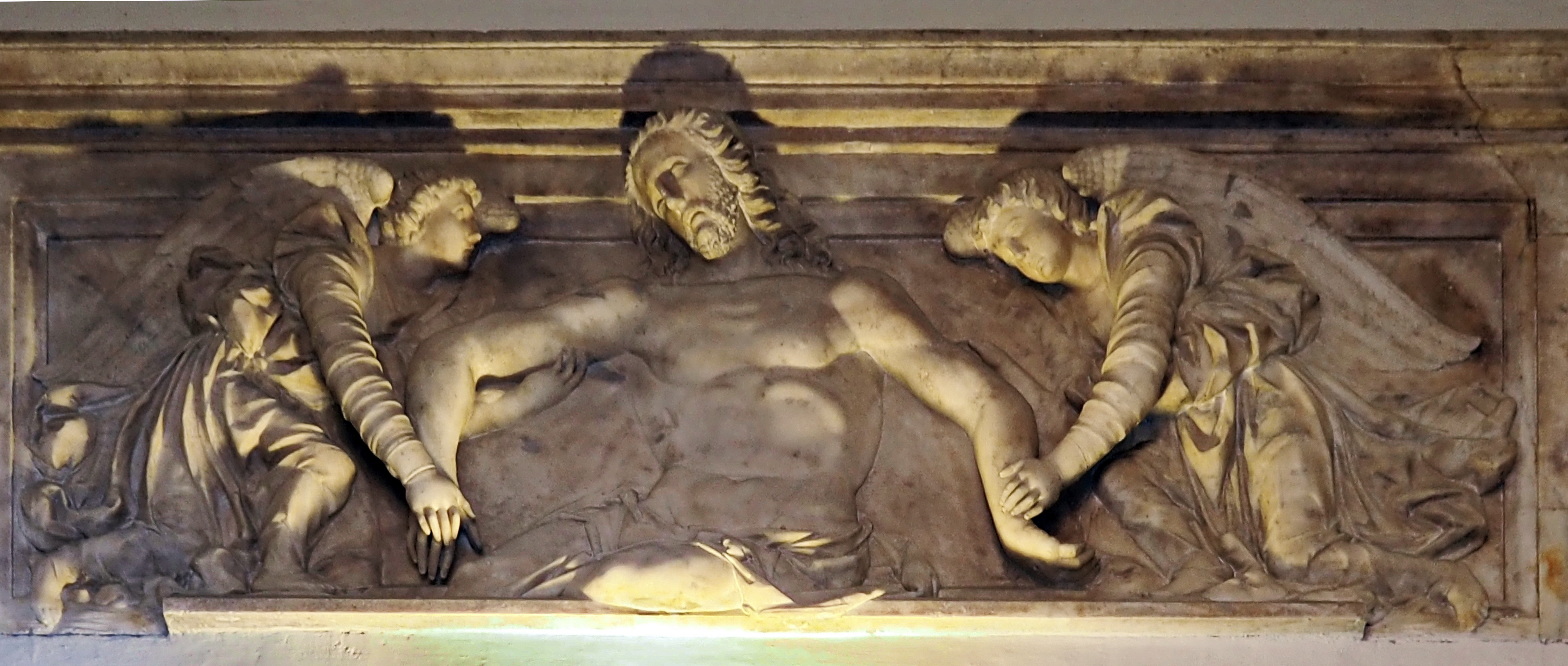
Christ porté par des anges, Saint-Augustin, Rome
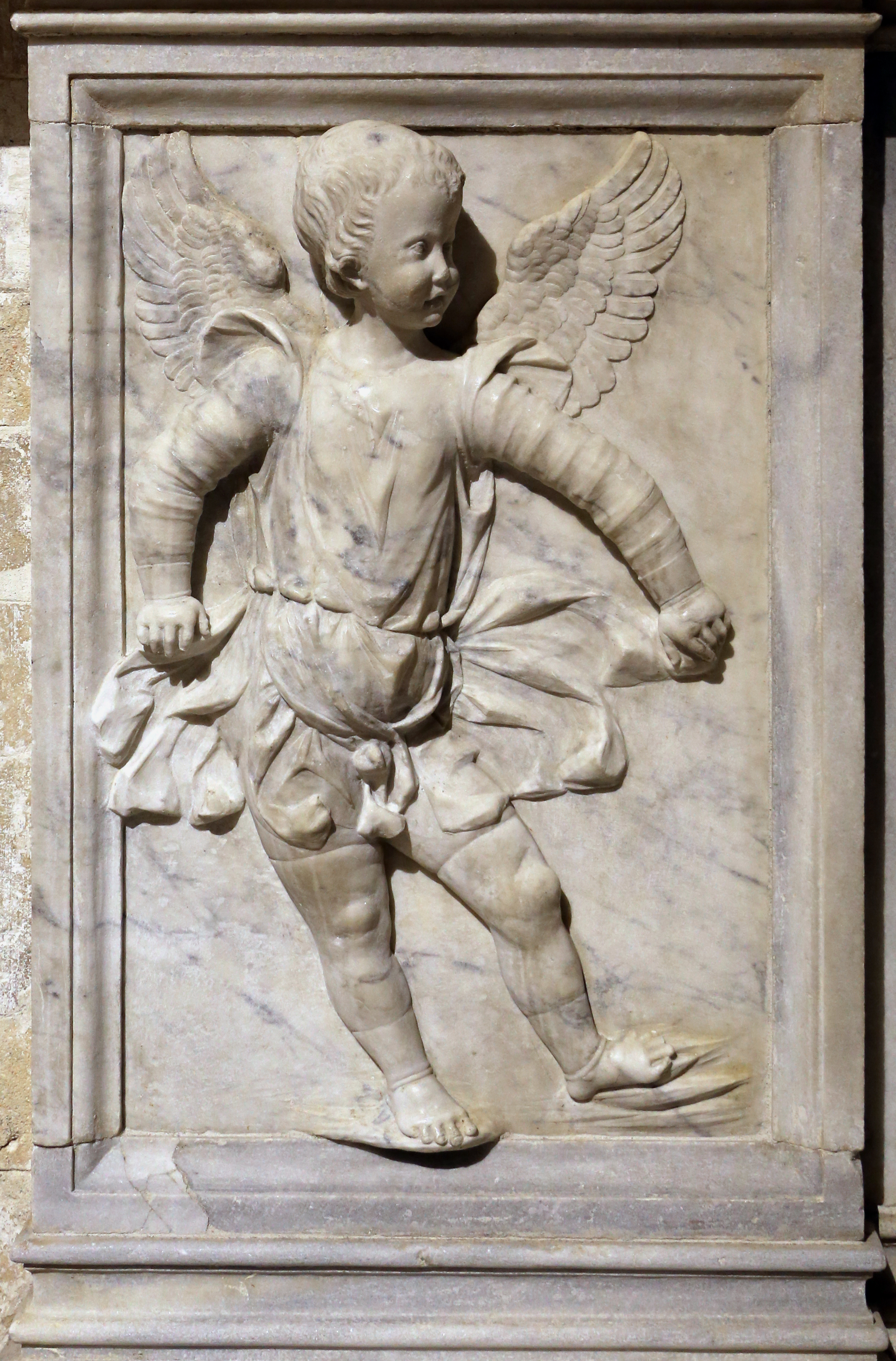
1509 Ancône